# 다비드 샤르베
다비드 프랑크 샤르베(프랑스어: David Franck Charvet, 1972년 5월 15일 ~ )는 프랑스 태생의 미국의 가수, 배우, 모델, 텔레비전 진행자이다.
그는 프랑스에서 고등학교를 졸업하고 1991년에 미국으로 건너가 1992년 미국의 텔레비전 드라마에서 연기자로 첫 데뷔하였고 이듬해 1993년에는 미국에서 광고 모델로 활약하였으며 1995년 연극배우 데뷔하였고 이듬해 1996년 미국 영화 《Angel flight down》의 주연으로 영화배우 데뷔하였으며 1997년에는 가수 데뷔하였고 이후 2009년에는 미국 텔레비전 프로그램에서 텔레비전 진행자로 활동하였으며 이듬해 2010년에는 프랑스의 텔레비전 프로그램에서 잠시 텔레비전 진행자로 활동을 한 적이 있다.
프랑스 태생인 그는 2011년에 미국 시민권을 취득하였다.

## 참여 작품
- SOS 해상 구조대
- 멜로즈 플레이스

## 디스코그래피
- David Charvet
- Leap of Faith
- Se laisser quelque chose